# پیش‌نمونه نرم‌افزار
پیش‌نمونهٔ نرم‌افزار، یک نسخهٔ کامل نشده از نرم‌افزار است که در مراحل توسعهٔ نرم‌افزار تولید می‌شود. مشابه این کار در زمینه‌های دیگر مانند مهندسی مکانیک یا ساخت نیز انجام می‌شود.
عموماً در پیش‌نمونه‌ها تنها به برخی از جنبه‌های نرم‌افزار توجه می‌شود، و ممکن است با محصول نهایی تفاوت داشته باشند.
ساخت پیش‌نمونه چندین مزیت دارد: طراحان و توسعه‌دهندگان نرم‌افزار می‌توانند در مراحل اولیهٔ توسعه، از نظرات و بازخوردهای کاربران استفاده کنند. همچنین برای مقایسهٔ ویژگی‌های نرم‌افزار با ویژگی‌های ذکر شده در قرارداد مفید است.
توسعه‌دهنده می‌تواند با توجه به پیش‌نمونه، دقت تخمین‌های اولیه برای پروژه (مانند زمان مورد نیاز، هزینه‌ها، منابع انسانی و فیزیکی) را بررسی کند.
از زمان مطرح شدن ایدهٔ ساخت پیش‌نمونه در سال‌های ابتدایی دههٔ ۱۹۷۰ تا کنون، میزان کامل بودن پیش‌نمونه و ابزارهای ساخت آن، در دست توسعه و بررسی بوده‌است.

## طرح کلی فرایند ساخت پیش‌نمونه
فرایند ساخت پیش‌نمونه شامل مراحل زیر است:
1. تشخیص نیازمندی‌های اصلی
تعریف نیازمندی‌های اصلی نرم‌افزار شامل داده‌های ورودی و خروجی مورد نیاز. می‌توان از جزییاتی مانند امنیت در این مرحله چشم‌پوشی کرد.
2. طراحی و توسعهٔ پیش‌نمونهٔ اولیه
پیاده‌سازی پیش‌نمونهٔ اولیه که تنها شامل واسط کاربری است. (به پیش‌نمونهٔ افقی مراجعه کنید)
3. بازنگریچ
مشتریان و کاربران نهایی نرم‌افزار، پیش‌نمونه را بررسی کرده و در مورد تغییرات اعمال شده در نسخهٔ آخر بازخورد می‌دهند.
4. اصلاح و بهبود پیش‌نمونه
با استفاده از بازخوردها، هم پیش‌نمونه و هم ویژگی‌های نرم‌افزار می‌تواند بهبود داده شود. برای این تغییرات، باید مذاکراتی طبق قرارداد و ابعاد نرم‌افزار انجام شود. در صورت نیاز به تغییر، مراحل ۳ و ۴ باید تکرار شوند.

## ابعاد مختلف پیش‌نمونه
نیلسن در کتاب مهندسی کاربرد خود، ابعاد مختلف پیش‌نمونه را به شرح زیر آورده‌است:

### پیش‌نمونهٔ افقی
پیش‌نمونه‌ای که واسط کاربری را نشان می‌دهد، با نام پیش‌نمونهٔ افقی نیز شناخته می‌شود. این پیش‌نمونه یک دید گسترده از کل سامانه یا زیرسامانه، با تمرکز بر فعل و انفعالات کاربر، به جای عملکردهای سطح پایین سامانه مانند دسترسی به پایگاه داده، ارائه می‌دهد. پیش‌نمونه‌های افقی کاربردهای زیر را دارند:
- تأیید شدن نیازمندی‌های واسط کاربری و ابعاد پروژه.
- نمایش یک نسخه از سیستم جهت فروش سهام در کسب و کار.
- تخمین دقیق‌تر در مورد زمان طراحی و توسعه، هزینه و میزان کار.

### پیش‌نمونهٔ عمودی
پیش‌نمونهٔ عمودی، یک نسخهٔ کامل‌تر از یک عملکرد در سامانه یا زیرسامانه است، و می‌تواند در تشخیص نیازمندی‌های جزئی یک عملکرد مفید باشد. پیش‌نمونه‌های عخمودی کاربردهای زیر را دارند:
- بازنگری و اصلاح در طراحی پایگاه داده.
- به دست آوردن اطلاعاتی در مورد حجم داده و نیازمندی‌های واسط کاربری، برای تعیین ابعاد شبکهٔ مورد نیاز و مهندسی کارایی.
- تعریف نیازمندی‌های پیچیده با استفاده از بررسی دقیق عملکرد سامانه.